# کنسرتو پیانو شماره ۳ (بتهوون)
کنسرتو پیانو شماره ۳ (انگلیسی: Piano Concerto No. 3) در دو مینور، اپوس ۳۷، اثرِ لودویگ فان بتهوون است. این کنسرتو به خاطر تکنیکِ نوازندگی و آهنگسازی، یکی از بهترین آثار موسیقی کلاسیک است.

## تاریخچه
معمولاً تصور می‌شود که «کنسرتو پیانو شماره ۳» در سال ۱۸۰۰ ساخته شده‌است، گرچه سال تألیف آن توسط برخی از موسیقیدانان معاصر مورد تردید قرار گرفته‌است. این کنسرتو نخستین بار در ۵ آوریل ۱۸۰۳ با همراهی آهنگساز به عنوان تک‌نواز پیانو اجرا شد. در همان کنسرت، سمفونی شماره ۲ بتهوون و اوراتوریوی «مسیح در کوه زیتون» نیز به اجرا درآمد. این اثر در سال ۱۸۰۴ منتشر شد و به شاهزاده «لوئیس فردیناند از پروس» اهدا شد. اولین تم اصلی این کنسرتو یادآور تمِ کنسرتو پیانو شماره ۲۴ (موتسارت) است.

## موومان‌ها
سازهای ارکستر عبارتند از: پیانو، ۲ فلوت، ۲ ابوا، ۲ کلارینت در سی بمل، ۲ فاگوت، ۲ هورن در می بمل، ۲ ترومپت در دو، تیمپانی و ارکستر زهی.
این کنسرتو هم مانند آثار کلاسیک و رمانتیک در سه موومان ساخته شده‌است:
I. آلگرو کُن بِریو
II. لارگو
III. روندو، آلگرو

### موومان اول

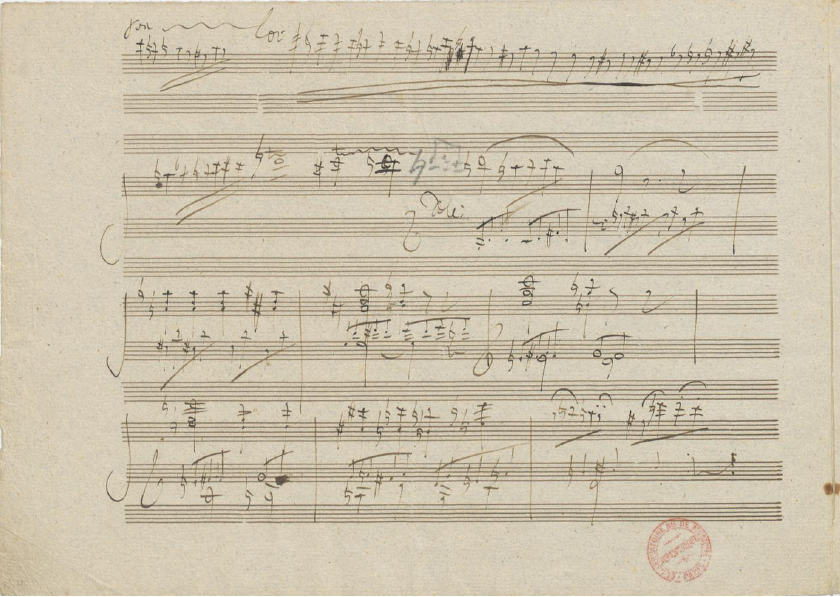
کادانزا از موومان اول

موومان اول به عنوان اثری دارای ساختار قدرتمند در استفادهٔ سراسری (مستقیم و غیرمستقیم) از تم، شناخته می‌شود.
گشایش ارکسترال: در اکسپوزیسیونِ ارکسترال (گشایش)، «تم اول» توسط زهی‌ها معرفی می‌شود و در طولِ قطعه مورد استفاده قرار می‌گیرد و تم چندین بار بسط و گسترش می‌یابد. در بخش سوم، کلارینت‌ها و ویولن‌اول‌ها «تم دوم» را معرفی می‌کنند که ابتدا در گام نسبی می بمل ماژور، سپس در تونیک اصلی، دو ماژور و در انتها به دو مینور خاتمه می‌یابد.
گشایش دوم: در اکسپوزیسیونِ دوم، پیانو با موتیف بالاروندهٔ گام وارد می‌شود. نقش و ساختار گشایشِ دوم، شبیه «گشایشِ ارکسترال» است.
بسط و گسترش: در این قسمت پیانو با گام‌های مشابهِ «گشایش دوم» وارد می‌شود، اما این بار به جای دو مینور، در ر ماژور است و موسیقی این بخش به‌طور کلی آرام است.
بازگشت: ارکستر «تم اول» را مانند گشایش، در فورتیسیمو و با استفاده از سازهای بادی و آکورد نهم کوچک آغاز می‌کند. برای بازگشت به «تم دوم»، بتهوون به دو ماژور مدولاسیون می‌کند و سپس برای ورود به کادنزا، بلافاصله انتقالِ تیره‌ای از دو ماژور به دو مینور رخ می‌دهد.
کادنزا: بتهوون برای این موومان یک کادنزا نوشت. این کادنزا بعضی اوقات طوفانی است و به یک سری از تریل‌ها ختم می‌شود که با پیانیسیمو آرام می‌گیرند. بسیاری از پیانیست‌های دیگر مانند: فاضل سای، ویلهلم کمپف، کلارا شومان، فرانتس لیست، ایگناتس مشه‌لس و شارل والنتین آلکان، کادنزای جایگزین برای این موومان نوشتند.
کدا: بتهوون با طولانی کردنِ «تریل» برای ورود به تونیک در انتهای کادِنزا، انتظار بازگشت به «اکسپوزیسیون» را به وجود می‌آورد و در نهایت به یک آکورد هفت نمایان می‌رسد. پیانو قبل از اینکه به دو مینور برسد، آرپژهایی را اجرا می‌کند و موسیقی را برای ورود همگانیِ ارکستر تشدید می‌کند. به دنبال آن آرپژهای پایین‌رونده، گام صعودیِ «گشایش دوم» و در نهایت با یک کدای قدرتمند در دو ماژور به انتها می‌رسد.

### موومان دوم
این موومان دارای تِمی زیبا است که بعدها شارل گونو از آن در اپرای فاوست استفاده کرد. موومان با علامت‌های دقیق برای گرفتن پدال، با پیانوی سولو آغاز می‌شود و در می ماژور است. در این زمینه یک گام نسبتاً دور نسبت به گام اصلی (دو مینور) محسوب می‌شود (نمونهٔ دیگر سمفونی شماره ۱ برامس است). اگر موومان به فرم سنتی رعایت شود، گام آن باید می بمل ماژور (گام نسبی)، لا بمل ماژور (رو نمایان) یا دو ماژور (گام موازی) باشد.

### موومان سوم
فینال در فرم سونات روندو است و در دو مینور با یک تمِ پرهیجان آغاز می‌شود که توسط پیانو اجرا می‌شود. موومان با یک کدا در دو ماژور، با تمپوی مشخص شدهٔ پِرِستو به پایان می‌رسد.

## اجرای اول
پارتیتور کنسرتو در اجرای اولش ناقص بود. «ایگناز فان سیفرد» که صفحه‌های نت موسیقی را برای بتهوون هنگام اجرا ورق می‌زد، بعداً نوشت:
من تقریباً چیزی جز صفحات خالی ندیدم. بیشتر اوقات، در یک صفحه یا صفحۀ دیگر، چند هیروگلیف مصری که برای من کاملاً غیرقابل فهم بود، نوشته شده بود تا سرنخ‌هایی برایش فراهم کند. او تقریباً تمام قسمت‌های تک‌نوازی را با حافظهٔ خود اجرا می‌کرد، زیرا همان‌طور که اغلب اوقات اتفاق می‌افتاد، او وقت نداشت که همهٔ اینها را روی کاغذ تنظیم کند.

## یادداشت
1. ↑  Christ on the Mount of Olives
2. ↑  Prince Louis Ferdinand of Prussia
3. ↑  Ignaz von Seyfried